# كرامر ضد كرامر
كرامر ضد كرامر (بالإنجليزية: Kramer vs. Kramer) فيلم دراما أمريكي من إنتاج عام 1979 وحائز على أوسكار أفضل فيلم لنفس العام. هو من سيناريو وإخراج روبرت بينتون, مقتبس عن رواية الكاتب أفري كورمان، يتناول الفيلم طلاق زوجين دستين هوفمان وميريل ستريب وتأثيره عليهما وعلى معارفهما بالأخص أبنهما الصغير. حاز الفيلم على 5 جوائز أوسكار لأفضل فيلم، أفضل ممثل بدور رئيس، أفضل ممثلة لدور ثانوي، أفضل سيناريو مقتبس، وأفضل مخرج.
| سبقه صائد الغزلان | أوسكار - أفضل فيلم 1979 | تبعه أناس عاديون |

## وصلات خارجية
- كرامر ضد كرامر على موقع IMDb (الإنجليزية)
- كرامر ضد كرامر على موقع ميتاكريتيك (الإنجليزية)
- كرامر ضد كرامر على موقع الموسوعة البريطانية (الإنجليزية)
- كرامر ضد كرامر على موقع روتن توميتوز (الإنجليزية)
- كرامر ضد كرامر على موقع نتفليكس (الإنجليزية)
- كرامر ضد كرامر على موقع ألو سيني (الفرنسية)
- كرامر ضد كرامر على موقع Turner Classic Movies (الإنجليزية)
- كرامر ضد كرامر على موقع أول موفي (الإنجليزية)
- كرامر ضد كرامر على موقع بوكس أوفيس موجو (الإنجليزية)
- كرامر ضد كرامر على موقع فيلمافينيتي (الإسبانية)

1. ↑  "معلومات عن كرامر ضد كرامر على موقع themoviedb.org". themoviedb.org. مؤرشف من الأصل في 2014-09-10.
2. ↑  "معلومات عن كرامر ضد كرامر على موقع cine.gr". cine.gr. مؤرشف من الأصل في 2017-06-17.
3. ↑  "معلومات عن كرامر ضد كرامر على موقع dfi.dk". dfi.dk. مؤرشف من الأصل في 2019-12-13. {{استشهاد ويب}}: |archive-date= / |archive-url= timestamp mismatch (مساعدة)